# Pontos extremos da Moldávia

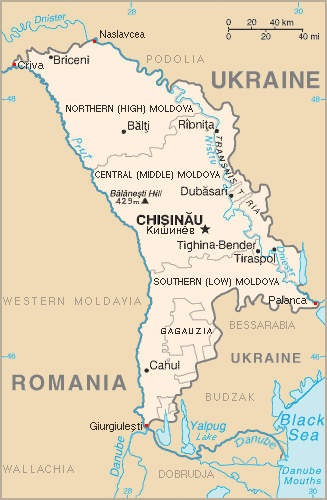
Mapa da Moldávia

Lista dos pontos extremos da Moldávia, com os locais mais a norte, sul, leste e oeste.

## Pontos extremos
- Ponto mais setentrional: Naslavcea, condado de Ocniţa (48° 28′ N, 27° 35′ L)
- Ponto mais meridional: Giurgiuleşti, condado de Cahul (45° 29′ N, 28° 12′ L)
- Ponto mais ocidental: Criva, condado de Briceni (48° 16′ N, 26° 40′ L)
- Ponto mais oriental: Palanca, condado de Ştefan Vodă (46° 24′ N, 30° 05′ L)

## Altitude
- Ponto mais alto: Monte Bălăneşti, 430 m (47° 13′ N, 28° 05′ L)
- Ponto mais baixo: Nistru, 2 m